# Фондовая биржа Рио-де-Жанейро
Фондовая биржа Рио-де-Жанейро (Bolsa de Valores de Rio de Janeiro, BVRJ) — вторая по величине фондовая биржа Бразилии (после Bovespa в Сан-Паулу) и одна из старейших в стране.

## История
Биржа была открыта 14 июля 1820 года, спустя три года с момента появления первой бразильской биржи в Салвадоре (Баия), ещё при португальском владычестве.
Во времена империи, предметами сделки на бирже служили иностранная валюта, товары, скот, аренда и фрахт судов и даже рабы. Биржа была свидетелем и участником всех экономических и социальных преобразований в стране, включая такие переломные моменты бразильской истории, как падение монархии и основание республики.
Пика своего развития предприятие достигло в середине 1950-х — 1960-х гг. В это время объём торгов акциями превысил объём торговли гособлигациями, появились первые институциональные инвесторы и первые профессиональные андеррайтеры. Благодаря бирже Рио-де-Жанейро, в 1962 году был создан первый бразильский фондовый индекс (IBV).
Со времени своего основания и до начала 1970-х, BVRJ оставалась важнейшей фондовой биржей Бразилии. Вследствие биржевого краха 1971 года, организация начала сдавать свои позиции в пользу Bovespa. После обвала бразильского рынка в 1989 году, окончательно утратила роль ведущей биржи в стране и в Латинской Америке, уступив пальму первенства бирже в Сан-Паулу.
В 2000 году торговля акциями была передана бирже Сан-Паулу; в свою очередь, BVRJ сосредоточилась на торговле государственными ценными бумагами. В 2002 году компания была приобретена холдингом BM&F.